# Liste der Märkte und Einkaufszentren in Nürnberg

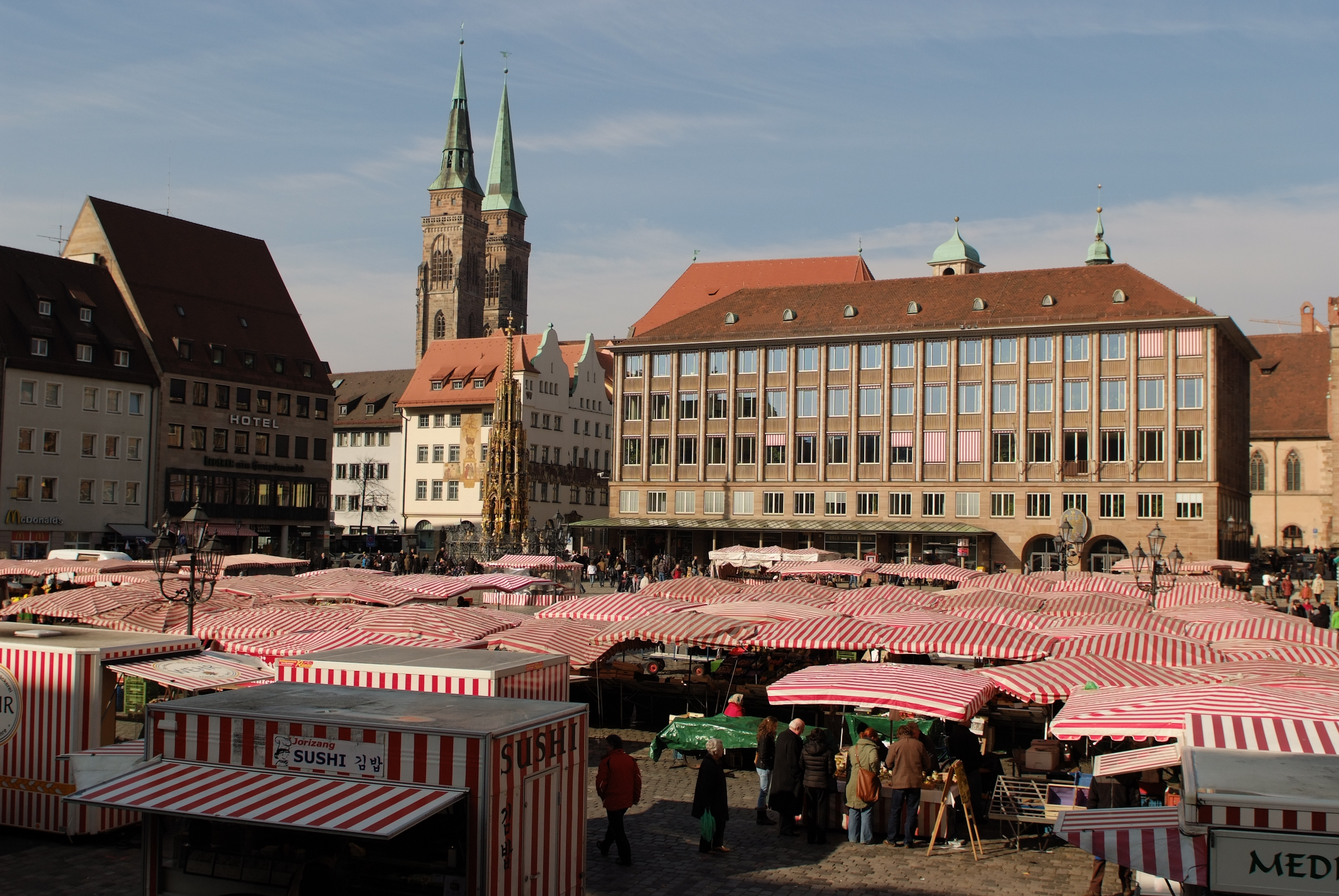
Stände am Hauptmarkt

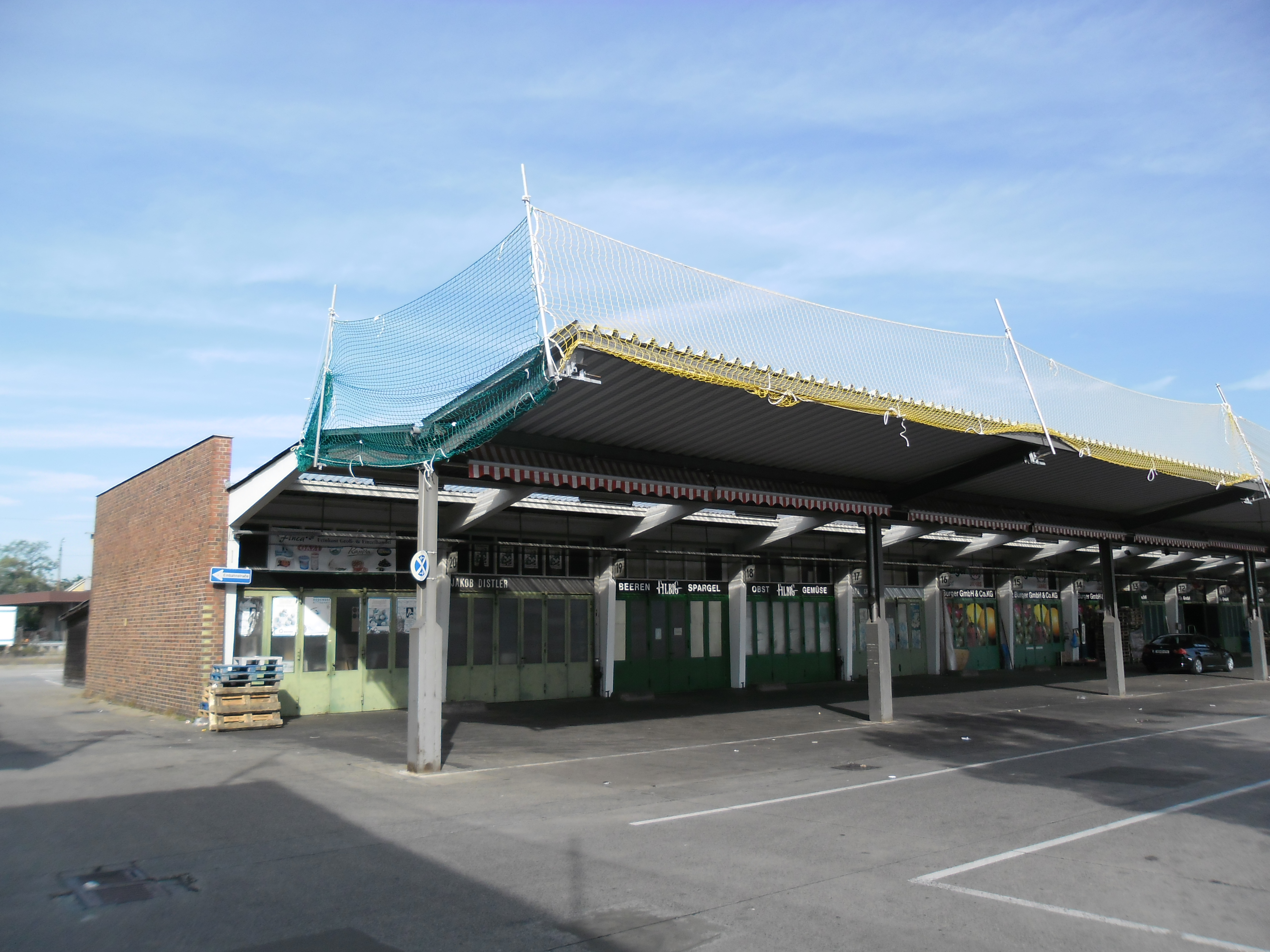
Eine Halle am Großmarkt

Diese Seite listet die Märkte und Einkaufszentren in Nürnberg  mit Stand von November 2023 auf.

## Großmarkt
Der Großmarkt Nürnberg (Lage) bietet auf einer Gesamtfläche von rund 160.000 Quadratmetern täglich von fünf bis elf Uhr eine Verkaufsfläche von etwa 50.000 Quadratmetern mit 88 Verkaufsboxen und 280 Verkaufsplätzen. Rund 150 Firmen, darunter auch Selbsterzeuger aus dem benachbarten Knoblauchsland, sind am Markt tätig und versorgen etwa 2.000 Kunden. Die Kunden sind ausschließlich gewerbliche Wiederverkäufer, gewerbliche Verbraucher und Großabnehmer aus ganz Nordbayern, vorwiegend aus der Gastronomie oder dem Einzelhandel, die rund drei Millionen Endverbraucher haben. Der Jahresumsatz liegt bei etwa 200.000 Tonnen Obst, Gemüse, Fleisch, Fisch und Blumen.

## Wochenmärkte

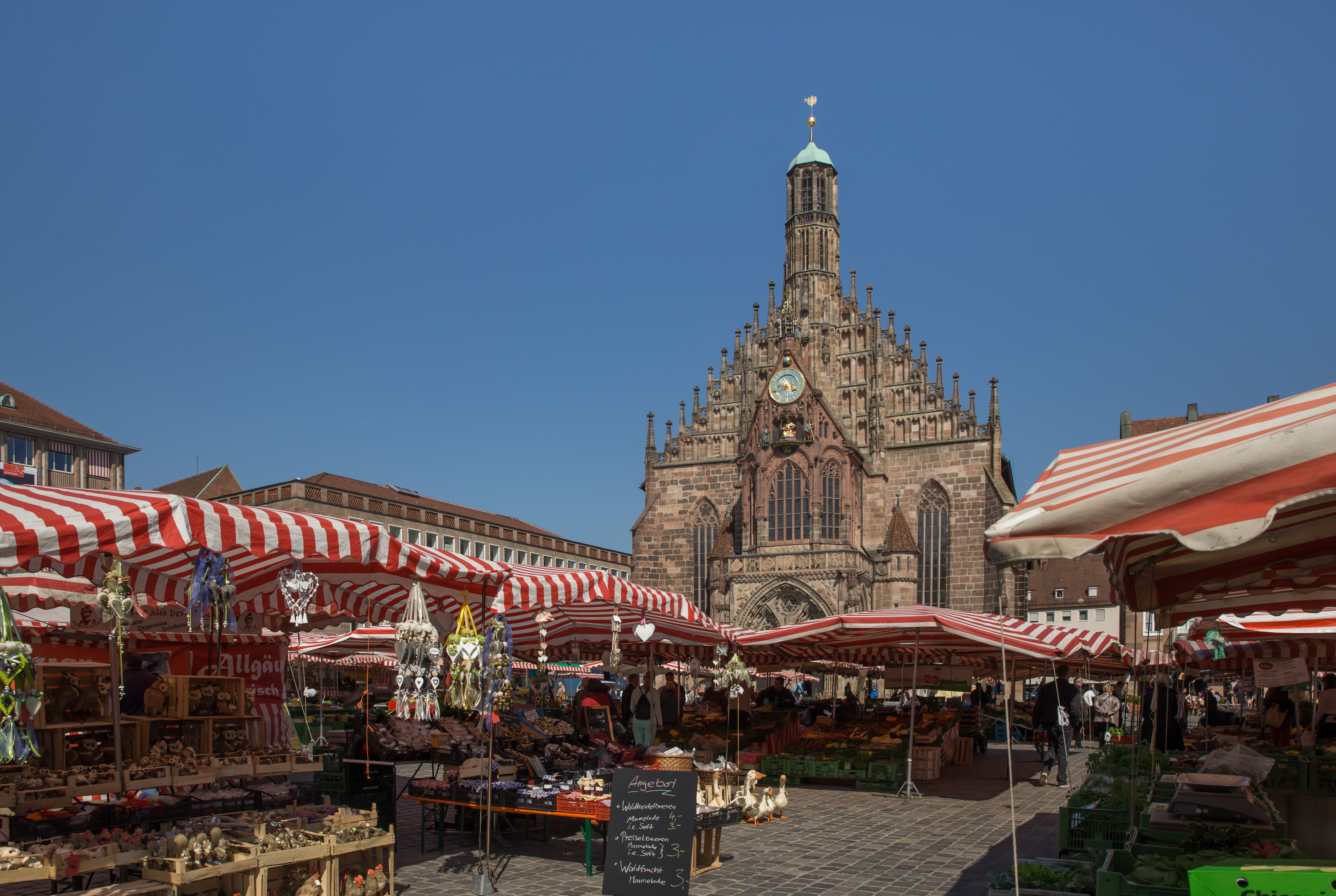
Marktstände am Hauptmarkt

Die Nürnberger Wochenmärkte sind an einzelnen Wochentagen abgehaltene Märkte für Lebensmittel und Blumen, die an verschiedenen, über das Nürnberger Stadtgebiet verteilten Orten stattfinden.

### Hauptmarkt
Auf der rund 5.000 Quadratmeter großen Freifläche (Lage) findet von Montag bis Samstag von 7 bis 20 Uhr der Wochenmarkt mit rund 40 dauerhaften Ständen statt. Bei der Nutzung des Hauptmarktes durch den Christkindlesmarkt oder andere Märkte und Veranstaltungen werden die Wochenmarktstände in die umliegende Fußgängerzone verlegt.

### Stadtteilmärkte
- Eberhardshof (Wochenmarkt), Wanderstraße 89 (Heizhaus) (Lage):

Montag, 16:00 Uhr bis 19:00 Uhr
- Erlenstegen (Bauernmarkt), Platnersberg (Lage):

Donnerstag, 08:00 Uhr bis 16:00 Uhr
- Galgenhof (Wochenmarkt), Kopernikusplatz (Lage):

Freitag, 08:00 Uhr bis 18:00 Uhr
- Galgenhof (Wochenmarkt), Aufseßplatz (Lage):

Montag bis Freitag, 08:00 Uhr bis 18:00 Uhr und Samstag von 08:00 bis 14:00 Uhr
- Glockenhof (Wochenmarkt), Allersberger Straße / Scheurlstraße (Lage):

Dienstag bis Freitag, 08:00 Uhr bis 18:00 Uhr und Samstag von 08:00 bis 14:00 Uhr
- Gostenhof (Wochenmarkt), Veit-Stoß-Platz (Lage):

Donnerstag, 10:00 Uhr bis 18:00 Uhr
- Hasenbuck (Wochenmarkt), Ingolstädter Straße / Nerzstraße (Lage):

Dienstag, 08:00 Uhr bis 16:00 Uhr
- Hasenbuck (Bauernmarkt), Frankenstraße 200 (Z-Bau) (Lage):

Mittwoch, 16:00 Uhr bis 19:00 Uhr
- Langwasser Südwest (Bauernmarkt), Heinrich-Böll-Platz (Lage):

Samstag, 08:00 Uhr bis 12:00 Uhr
- Maxfeld (Wochenmarkt), Schillerplatz (Lage):

Montag bis Freitag, 08:00 Uhr bis 18:00 Uhr und Samstag von 08:00 bis 14:00 Uhr
- Mögeldorf (Wochenmarkt), Ziegenstraße 92 (Lage):

Samstag, 08:00 Uhr bis 13:00 Uhr
- St. Johannis (Wochenmarkt), Palmplatz (Lage):

Dienstag und Samstag, 07:00 Uhr bis 12:00 Uhr
- Trierer Straße (Wochenmarkt), Deidesheimer Straße / Germersheimer Straße (Lage):

Samstag, 08:00 Uhr bis 13:00 Uhr
- Uhlandstraße (Bauernmarkt), Kobergerplatz (Lage):

Freitag, 08:00 Uhr bis 18:00 Uhr
- Zerzabelshof (Wochenmarkt), Johann-Adam-Reitenspieß-Platz (Lage):

Mittwoch, 07:00 Uhr bis 13:00 Uhr
- Ziegelstein (Wochenmarkt), Fritz-Munkert-Platz (Lage):

Mittwoch, Freitag und Samstag 07:00 Uhr bis 18:00 Uhr

## Saisonale Märkte

### Adventsmärkte

#### Christbaummärkte
Die Christbaummärkte der Nürnberger Märkte finden jährlich vom 1. bis 24. Dezember an 21 Plätzen über die Stadt verteilt statt und vertreiben regional gezogene Christbäume. Die Marktzeiten sind hierbei werktags von 7 bis 19 Uhr sowie sonntags von 10:30 bis 19 Uhr und an Heilig Abend von 7 bis 14 Uhr.

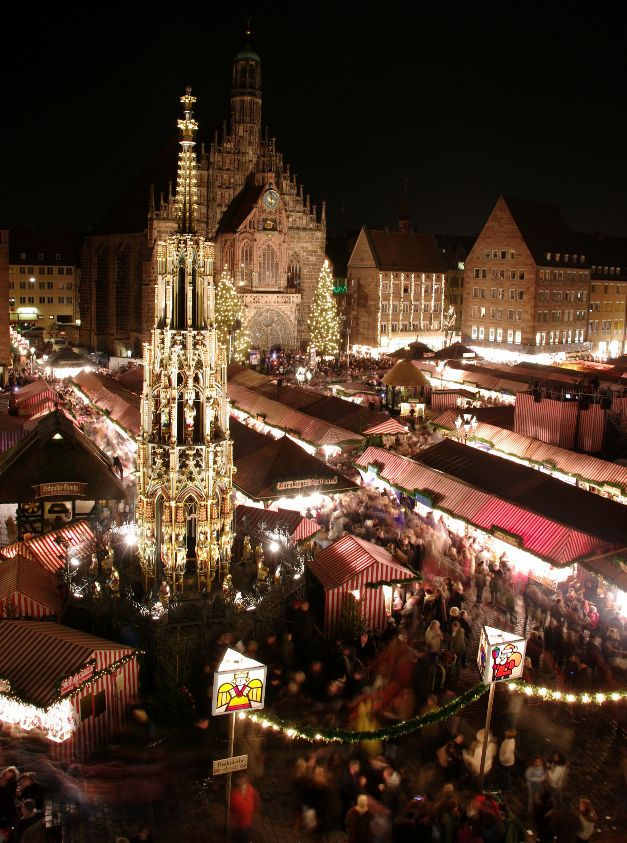
Der Christkindlesmarkt auf dem Hauptmarkt (2008)

#### Christkindlesmarkt
Der Christkindlesmarkt findet jährlich im Advent in der Altstadt von Nürnberg auf dem Hauptmarkt (Lage) und den angrenzenden Straßen und Plätzen statt. Er beginnt jeweils am Freitag vor dem ersten Adventssonntag und endet immer am 24. Dezember. Mit über zweieinhalb Millionen Besuchern ist der Nürnberger Christkindlesmarkt einer der größten Weihnachtsmärkte in Deutschland und einer der bekanntesten in der Welt.

#### Winterdorf am Jakobsplatz
Seit 2023 findet neben dem Christkindlesmarkt am Hauptmarkt und den umliegenden Plätzen in der Lorenzer Altstadt auf dem Jakobsplatz (Lage) ein sogenanntes Winterdorf von Mitte November bis Anfang Januar statt. Hier werden neben den üblichen Buden mit Getränken und Speisen auch ein Riesenrad mit Blick über die Altstadt sowie weitere Fahrgeschäfte geboten. Zudem findet in den Abendstunden eine winterliche Lichtershow statt.

#### Gostenhofer Adventszauber
Der Gostenhofer Adventszauber GOHO HOHO begann 2017 als Nachbarschaftsinitiative im Biergarten der Schankwirtschaft Schanzenbräu. 2019 zog der Markt auf den Veit-Stoß-Platz bei der Dreieinigkeitskirche (Lage) um und stellt seitdem einen Kiez-Adventsmarkt in Gostenhof für Nachbarn und alle anderen Interessierten dar. Neben verschiedenen Hütten mit Speisen und Getränken werden auch Kunsthandwerke und eine Eisstockbahn angeboten. Darüber hinaus gibt es eine Open-Air-Bühne mit regelmäßigen Konzerten. Er findet in der Regel von Mitte November bis Ende Dezember statt und hat mit Ausnahme von Montag an allen Tagen im Advent geöffnet.

#### Kleine Weihnachtsmärkte
Darüber hinaus gibt es auch noch einige kleinere Weihnachtsmärkte in den verschiedenen Stadtteilen, die jedoch häufig nur an einem Tag oder Wochenende in der Adventszeit stattfinden.
- Das Glühschwein

St. Sebald, Karlstraße 17 (Lage) von Mitte November bis Anfang Januar vor dem Spielzeugmuseum
- Weihnachtswelt der Noris Inklusion

Großreuth hinter der Veste, Braillestraße 27 (Lage) von Ende November bis Ende Dezember auf dem Gartengelände der Noris Inklusion
- Eibacher Adventsmarkt

Eibach, Eibacher Hauptstraße 61 (Lage) am ersten Adventswochenende rund um den Kirchturm der St. Johannes Baptist Kirche
- Weihnachtsmarkt Reichelsdorf-Mühlhof

Reichelsdorf-Mühlhof, Reichelsdorfer Hauptstraße 187 (Lage) am ersten Adventswochenende auf dem Festplatz an der Rednitz
- Fischbacher Weihnachtsmarkt

Fischbach, Pellergasse 3a (Lage) am ersten Adventssamstag im Park des Pellerschlosses
- Weihnachtsmarkt in Langwasser

Langwasser, Heinrich-Böll-Platz (Lage) am ersten Adventssamstag am Heinrich-Böll-Platz vor dem Gemeinschaftshaus Langwasser
- Wöhrder Adventsmarkt

Wöhrd, Weinickeplatz 2 (Lage) am ersten Adventssamstag am Weinickeplatz vor der Bartholomäuskirche
- Gebersdorfer Weihnachtsmarkt

Gebersdorf, Neumühlweg 2 (Lage) vom ersten Adventssamstag bis nachfolgenden Montag beim Gebersdorfer Bürgertreff
- Weihnachtsmarkt im Zeltnerschloss

Gleißhammer, Am Zeltnerschloß (Lage) am ersten Adventssamstag und -sonntag im Zeltnerschloss
- Worzeldorfer Advent

Worzeldorf, An der Radrunde 55–109 (Lage) am ersten Adventssamstag zwischen den Kirchen Corpus Christi und der Osterkirche
- Ziegelsteiner Adventsmarkt

Ziegelstein, Bierweg 35 (Lage) am ersten Adventssonntag vor der Kirche St. Georg
- Waldweihnacht im Tierheim Nürnberg

Schafhof, Stadenstraße 90 (Lage) am ersten Adventssonntag im Tierheim Nürnberg
- Großgründlacher Adventsmarkt

Großgründlach, Schweinfurter Straße 16 (Lage) am zweiten Adventswochenende auf dem Großgründlacher Festplatz
- Schweinauer Winterfest

Schweinau, Schweinauer Hauptstraße 31 (Lage) am Nikolaustag vor dem Mehrgenerationenhaus
- Weihnachtsmarkt in Zabo

Zerzabelshof, Johann-Adam-Reitenspieß-Platz (Lage) am zweiten Adventssamstag am Johann-Adam-Reitenspieß-Platz
- Weihnachtsmarkt in Laufamholz

Laufamholz, Moritzbergstraße 50/52 (Lage) am zweiten Adventssamstag um das Gebäude der Bayerischen Staatsforsten
- Weihnachtsmarkt im Schloss Almoshof

Almoshof, Almoshofer Hauptstraße 51 (Lage) am zweiten Adventssamstag im Schloss Almoshof
- Mögeldorfer Weihnachtsmarkt

Mögeldorf, Mögeldorfer Plärrer (Lage) am zweiten Adventssamstag und -sonntag am Mögeldorfer Plärrer
- Worzeldorfer Budenzauber

Worzeldorf, Friedrich-Overbeck-Straße 25 (Lage) am dritten Adventswochenende auf dem Areal des SC Worzeldorf
- Weihnachtsmarkt "Am Eckla"

Trierer Straße, Germersheimer Straße 2–4 (Lage) am dritten Adventssamstag am Markt "Am Eckla"
- Feuerwehr-Weihnachtsmarkt in Buchenbühl

Buchenbühl, Hermann-Löns-Straße 11 (Lage) am dritten Adventssamstag auf dem Platz vor der Kirche Maria Hilf
- Kraftshofer Adventsmarkt

Kraftshof, Kraftshofer Hauptstraße 168 (Lage) am dritten Adventssamstag um die historische Wehrkirche St. Georg

### Herbstmarkt
Der Herbstmarkt (auch: Häferlesmarkt) ist einer der ältesten Märkte Nürnbergs und stellte einst einen klassischen Krämermarkt dar. Auf Grund der früheren Kernprodukte Geschirr- und Haushaltswaren wird er im Volksmund auch als Häferlesmarkt bezeichnet, weist heute jedoch eine weitaus größere Produktpalette auf. Er findet traditionell Ende September statt. Die Marktzeiten sind von Montag bis Sonntag jeweils 10 bis 19 Uhr.

### Ostermarkt
Der Ostermarkt in Nürnberg stellt einen der ältesten Märkte in Deutschland dar. Er wurde 1219 erstmals urkundlich im Freiheitsbrief von Kaiser Friedrich II. erwähnt, als das Marktrecht ausgeweitet wurde, und gilt als der älteste Nürnberger Markt. Er findet jährlich in der Woche vor Ostern statt. Die Marktzeiten sind hierbei Montag bis Gründonnerstag und Karsamstag bis Ostermontag von jeweils 10 bis 19 Uhr.

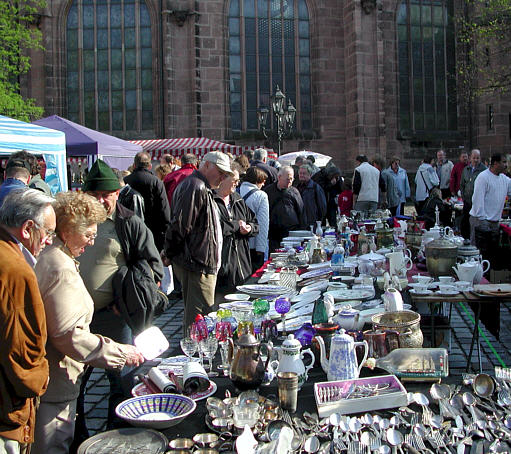
Trempelmarkt im Mai 2005 nahe der Lorenzkirche

### Trempelmarkt
Der Trempelmarkt stellt mit 200.000 Besuchenden den größten Innenstadtflohmarkt Deutschlands dar und findet zweimal im Jahr im Mai und September in der Nürnberger Altstadt statt. Das Gebiet erstreckt sich hierbei zwischen Altem Rathaus im Norden und Lorenzkirche im Süden sowie zwischen Hefnersplatz im Westen und Spitalgasse im Osten. Die Marktzeiten sind Freitag von 16 bis 24 Uhr und Samstag von 7 bis 20 Uhr.

## Einkaufszentren
Im Folgenden werden die größten Einkaufszentren Nürnbergs mit einer Verkaufsfläche von mehr als 10.000 m² oder mehr als 50 Einzelgeschäften aufgelistet.
| Name                                  | Lage                                               | Eröffnung                            | Verkaufsfläche m² | Geschäfte (ungefähre Zahl) | Anmerkungen                                                      | Bild           |
| ------------------------------------- | -------------------------------------------------- | ------------------------------------ | ----------------- | -------------------------- | ---------------------------------------------------------------- | -------------- |
| Admira-Center                         | Eberhardshof, Fürther Straße 191 (Lage)            | 2008                                 | 12.200            | 18                         |                                                                  |                |
| City-Point                            | St. Lorenz, Breite Gasse 5 (Lage)                  | 1999                                 | 17.600            | 60                         | ehemaliges Hertie-Kaufhaus; seit 2020 geschlossen; Umbau geplant | weitere Bilder |
| Einkaufsbahnhof Nürnberg Hauptbahnhof | Tafelhof, Bahnhofsplatz 9 (Lage)                   | 2002                                 | 14.000            | 60                         |                                                                  | weitere Bilder |
| Einkaufszentrum Vogelherd             | Wetzendorf, Kölner Straße 21 (Lage)                | 1990 2016 (Umbau)                    | 10.000            | 7                          |                                                                  |                |
| Franken-Center                        | Langwasser Südwest, Glogauer Straße 30–38 (Lage)   | 1969 1979 (Erweiterung) 1990 (Umbau) | 40.000            | 110                        |                                                                  | weitere Bilder |
| Mercado                               | Schoppershof Äußere Bayreuther Straße 76–86 (Lage) | 2003 2015 (Umbau)                    | 27.600            | 60                         |                                                                  | weitere Bilder |
| Plärrermarkt                          | Gostenhof, Am Plärrer 19–21 (Lage)                 | 2020                                 | 11.330            | 17                         |                                                                  | weitere Bilder |
| Röthenbach-Center                     | Röthenbach West, Dombühler Straße 9 (Lage)         | 1972 1989 (Neubau) 2007 (Umbau)      | 15.000            | 30                         | bis 2007 Röthenbacher Einkaufszentrum (REZ)                      | weitere Bilder |